# Philippe De Haes
Philippe De Haes was een Belgisch gewichtheffer.

## Levensloop
De Haes werd tweemaal Europees kampioen, met name in 1899 en 1900.